# تشارلز فروست
تشارلز فروست (بالإنجليزية: Charles Frost)‏ هو دبلوماسي وسياسي أسترالي، ولد في 30 نوفمبر 1882 في هوبارت في أستراليا، وتوفي بنفس المكان في 22 يوليو 1964. حزبياً، نشط في حزب العمال الأسترالي. وقد انتخب عضو مجلس النواب الأسترالي عن دائرة Division of Franklin ‏ (15 سبتمبر 1934 – 28 سبتمبر 1946) وانتخب عضو مجلس النواب الأسترالي عن دائرة Division of Franklin ‏ (14 ديسمبر 1929 – 19 ديسمبر 1931).